# Храм Серафима Саровского (Песочный)
Храм Преподобного Серафима Саровского — приходской православный храм в посёлке Песочном в Курортном районе Санкт-Петербурга. Входит в состав Курортного благочиния Санкт-Петербургской епархии Русской православной церкви. Объект культурного наследия регионального значения

## История
Церковь во имя Серафима Саровского в Графской открылась в 1904 году. Архитектор Василий Сарадинаки. Строительство велось под руководством военного инженера Ивана Тимофеевича Соколова. Храм построен Всероссийским обществом «Распространения религиозно-нравственного просвещения в духе Православной Церкви». Председателем этого общества был протоиерей Философ Орнатский.
Храм стоит на участке, выделенном из имения «Осиновая Роща» графиней Ольгой Викторовной Левашовой (урожденной Паниной) для постройки детской летней колонии для беднейших детей, обучающихся в школах Общества, и церкви при ней. Деньги на строительство собирались по подписке, а самый большой вклад внёс купец первой гильдии Евстифеев Василий Евстигнеевич, награждённый за это орденом Святой Анны Ш степени. Освящал церковь епископ Ямбургский Сергий (Страгородский), будущий патриарх Московский и всея Руси.
Первый настоятель храма — протоиерей Иоанн Кронштадтский и св. муч. Философ Орнатский. С ростом числа жителей нового посёлка усиливалось значение церкви, богослужения в которой стали совершаться не только летом, но и зимой при пении народного любительского хора. В летнее время число богомольцев было столь велико, что церковь не вмещала всех желающих. После революции 1917 года налаженная церковная жизнь меняется. Философ Орнатский вместе с сыновьями Николаем и Борисом был арестован в августе 1918 года.
Прихожане требовали освободить священника, в архивах сохранилось письмо Л. С. Троцкого с вопросом, почему не освобождают Орнатского, если за ним не доказано никакой вины. Однако власти в ответ перевезли его с сыновьями из Петрограда в Кронштадт и приговорили к расстрелу. В августе 2000 года протоиерей Орнатский и его сыновья Николай и Борис причислены к лику общецерковных святых. С 1904 по 1917 годы в церкви служили священник Василий Михайлович Никольский, священник Мелетий Алексеевич Щепинский, священник Владимир Иосифович Сейбук, священник Иоанн Колпаков. Служили в церкви и братья Орнатские — свящённомученик Философ и протоиерей Иоанн, последний с 1923 по 1928 годы был настоятелем церкви.
В 1937 году храм был закрыт, его последний настоятель и протоиерей Меринов Николай Иванович был арестован 6 августа 1937 года и расстрелян 24 сентября на Левашовской пустоши в возрасте 44 лет. Церковный староста был Павлов Василий Яковлевич. Закрытый храм был осквернён и разграблен: сняты кресты и купола, помещения внутри полностью перестроены. Храм стали использовать под клуб, а затем в нём разместили пункт проката.
1991 год. Второе обретение мощей преподобного Серафима Саровского, храм передан верующим. Образец церковной архитектуры начала XX века. Храм связан с памятью Иоанна Кронштадтского. Началось возрождение церковной жизни. 2 августа 1991 года впервые совершено молебное пение на улице со стороны алтарной части храма. 13 марта 1992 года полностью освобождён организацией «Ленпрокат» и передан приходской общине. В 1992 году рядом с церковью был установлен памятный знак — гранитный валун с надписью «Графская 1902».
15 января 1994 года состоялся первый крестный ход по посёлку Песочный, положивший традицию совершать крёстные ходы на церковные праздники: в дни памяти преподобного Серафима Саровского (2 августа и 15 января), на праздник Крещения Господня, к источнику, и в праздник Происхождения Честных Древ Животворящего Креста Господня (14 августа), в день Святых Апостолов Петра и Павла (12 июля), к приписному храму в пос. Дибуны. При храме организована воскресная школа для занятий детей и взрослых. Силами прихода на берегу Чёрной речки над источником в 1996 году была построена деревянная часовня во имя преподобного Серафима Саровского и обустроена прилегающая территория. Часовня, в которой дежурят прихожане,
открыта по выходным и праздничным дням. Силами благотворителей были сделаны каменные ступени и ограждение.
Важным объектом церкви является часовня во имя святых врачей — бессеребренников и чудотворцев Космы и Дамиана при НИИ Онкологии им. проф. Н. Н. Петрова. Часовня расположена в помещении бывшего справочного бюро, переданного приходу в 1996 году. В часовне, открытой ежедневно для молящихся, силами прихожан читаются акафисты, а по четвергам в ней совершается молебен о болящих. Здесь больные получают духовную помощь и утешение в период госпитализации. Приходу передан и храм в посёлке Дибуны, где ведутся реставрационные работы своими силами.
1 августа престольный праздник храма в посёлке Песочный. Церковь была освящена через год после прославления святого Серафима — 31 июля 1904 года. При церкви создана обитель «Веры и милосердия», которая помогает людям в тяжёлые минуты судьбы, ухаживая за пациентами медицинских институтов п. Песочный (больных раком). По традиции праздник завершается народным гулянием на церковной территории. Поют, танцуют, на столах пироги квас. Православные водят хороводы, устраивают народные забавы.

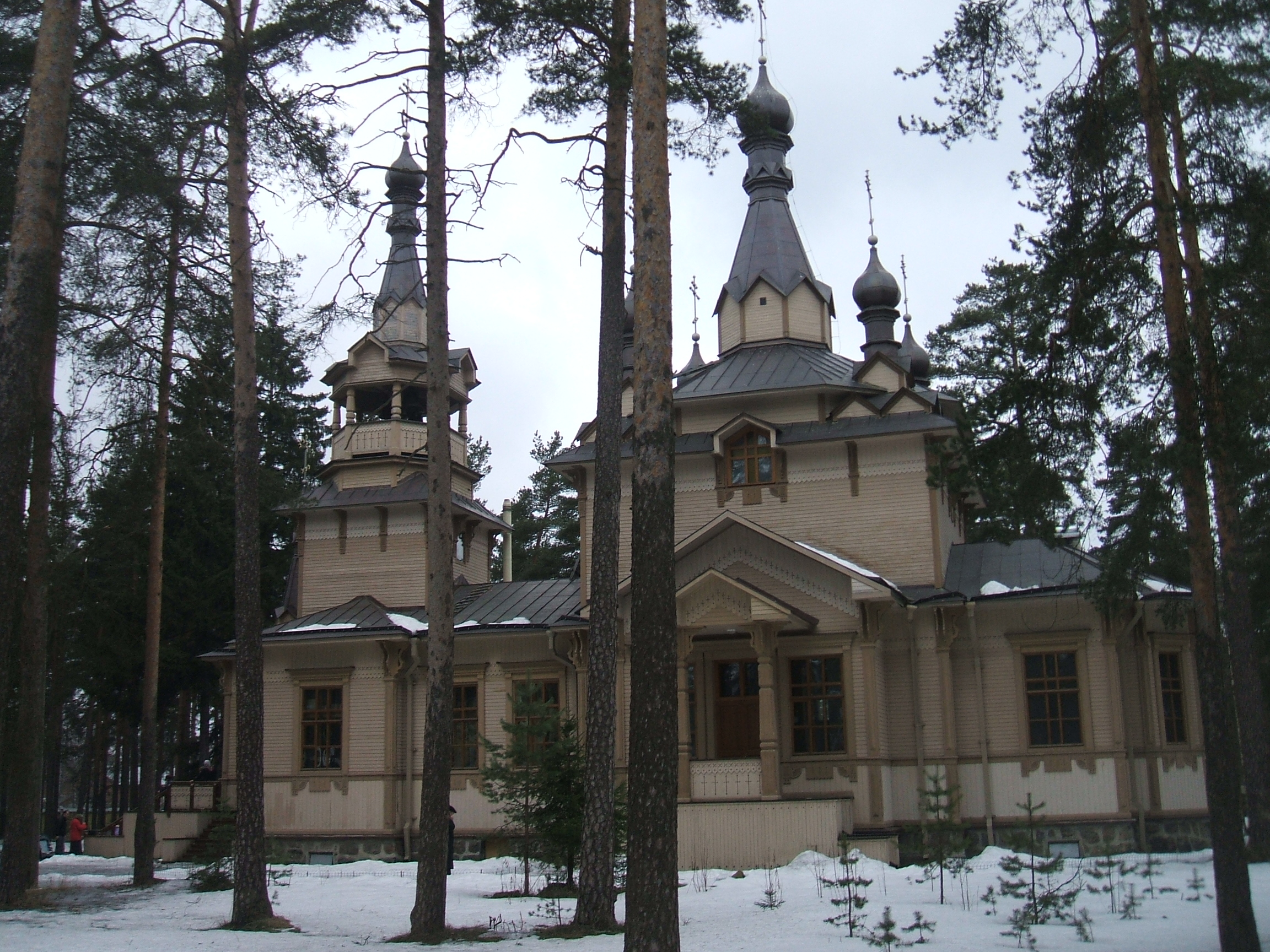
Церковь Серафима Саровского
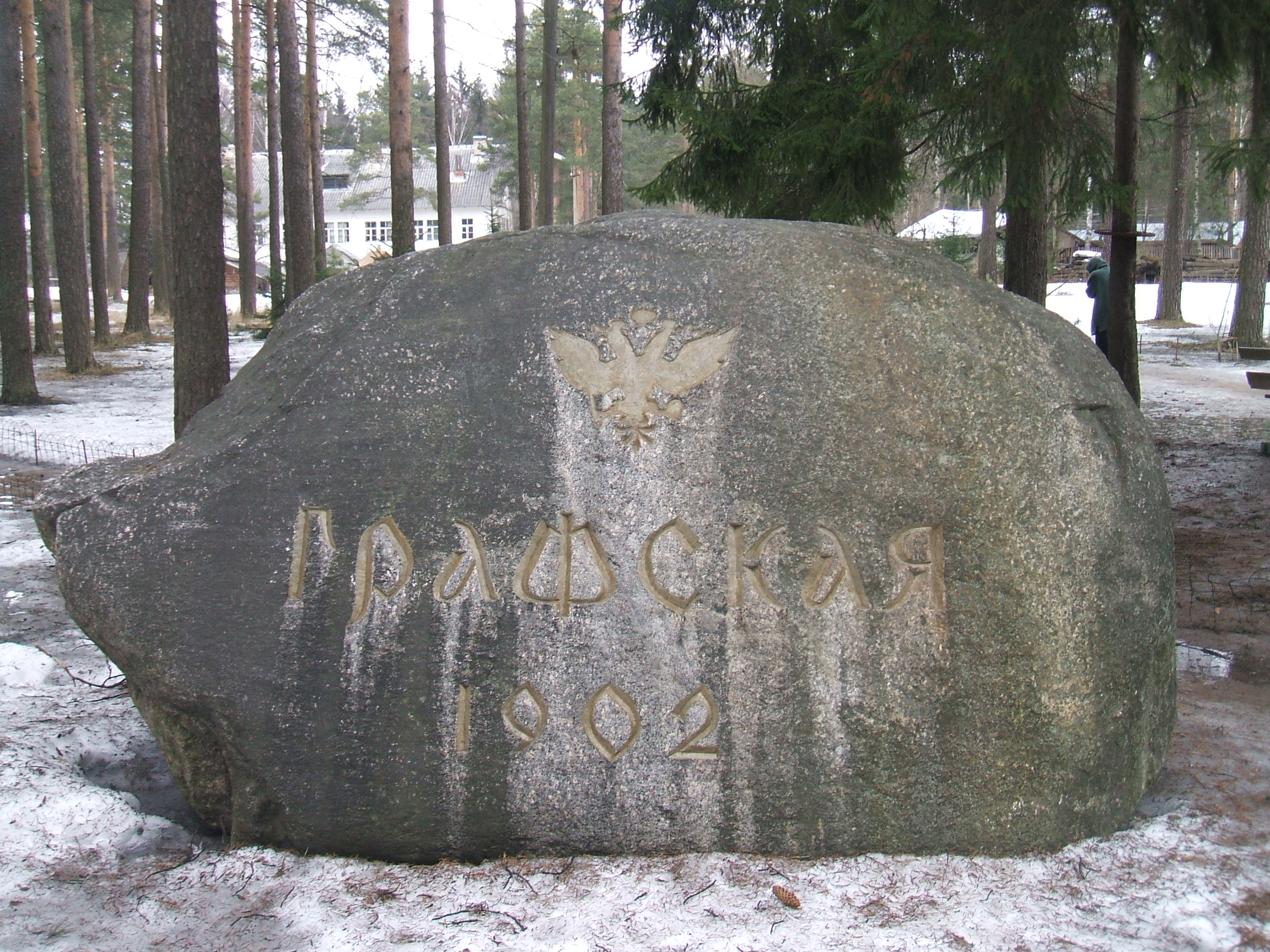
Исторический закладной камень
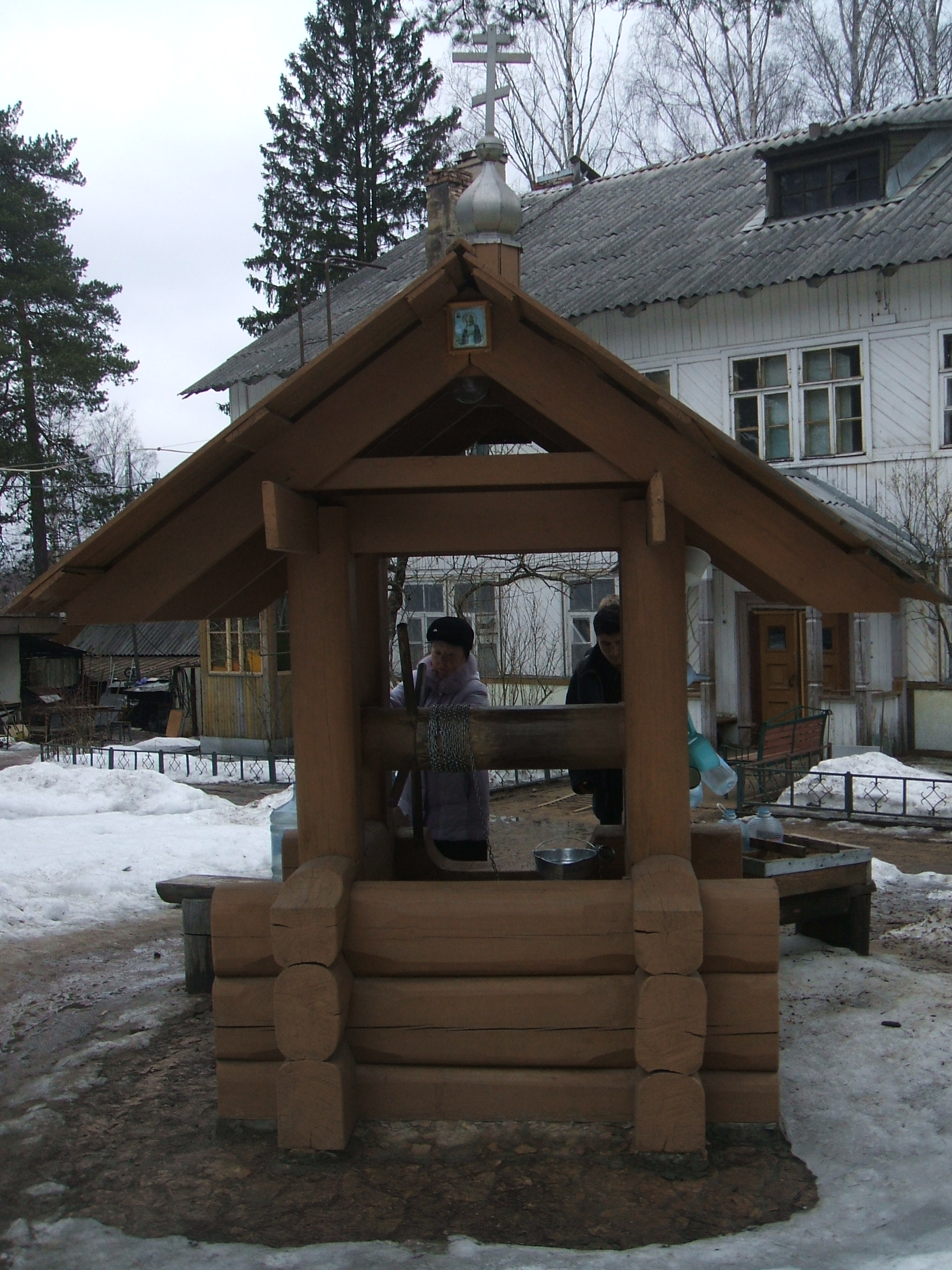
Святой колодец при церкви
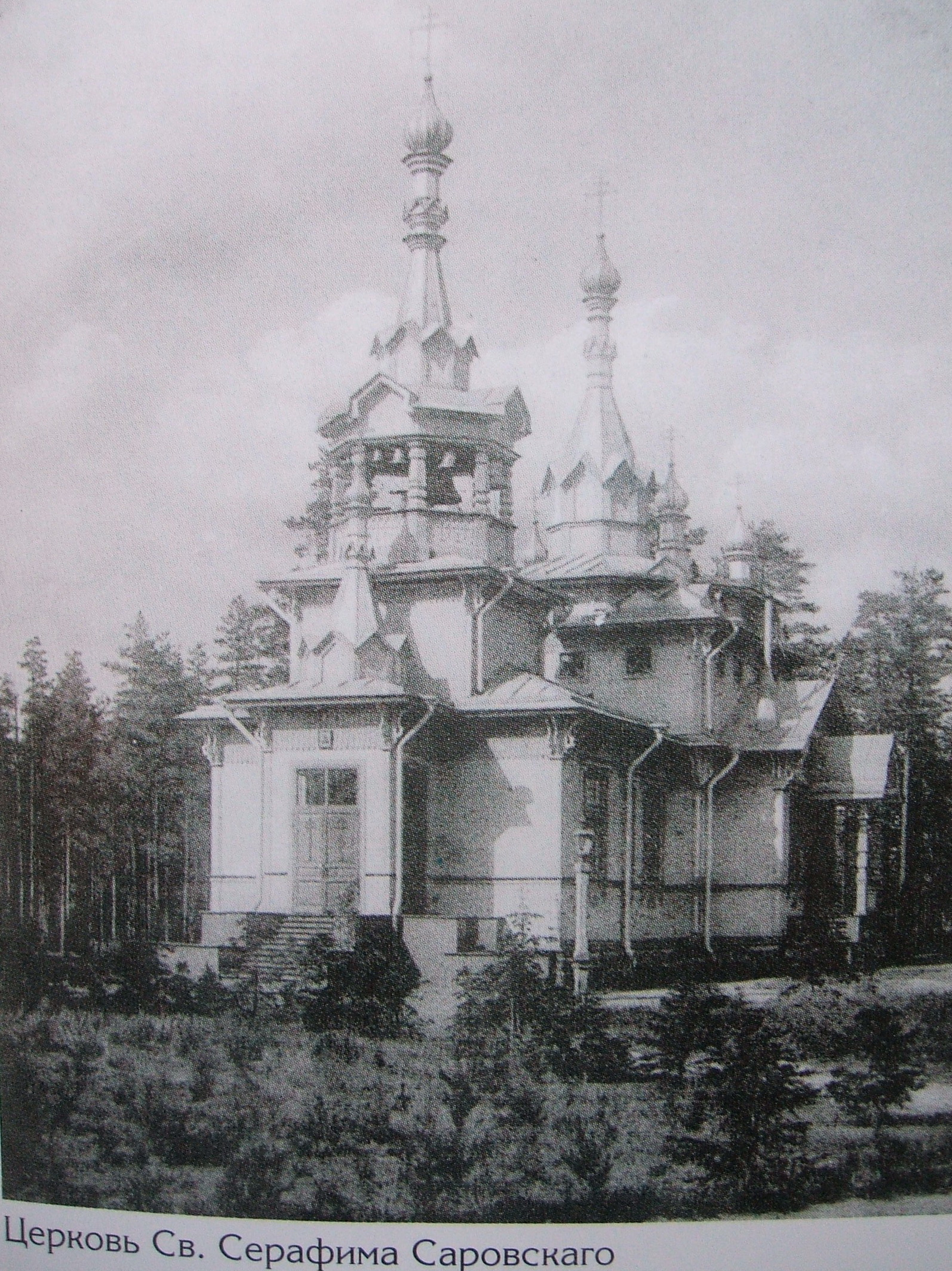
Церковь до 1917 года
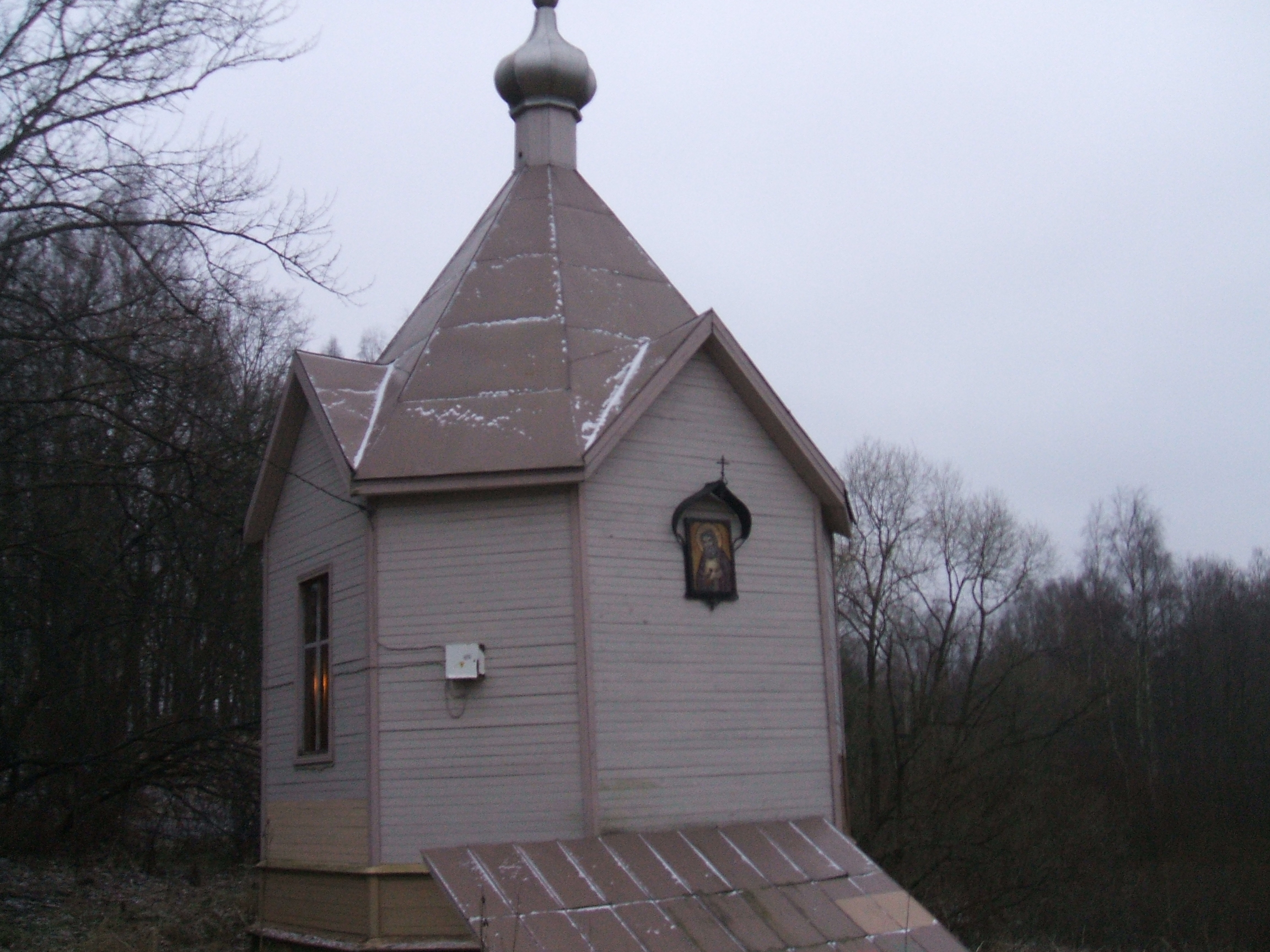
Часовня на Чёрной речке